# Benthanoscia longicaudata
Benthanoscia longicaudata är en kräftdjursart som beskrevs av Lemos de Castro 1958. Benthanoscia longicaudata ingår i släktet Benthanoscia och familjen Philosciidae. Inga underarter finns listade i Catalogue of Life.